# موریتس (آلمان)
موریتس (به آلمانی: Moritz) یک منطقهٔ مسکونی در آلمان است که در تسبرست واقع شده‌است. موریتس  ۳۴۳ نفر جمعیت دارد.